# Tenore Santa Lulla de Orune
Il Tenore Santa Lulla è uno dei gruppi a tenore di Orune e fondato nel 1976 da Antonello Bardeglinu, Fedele Sanna, Martine Monni, Pietro Cosseddu, Giuseppe Mula

## Vari componenti della formazione nel tempo
- Sebastiano Farina (Taneddu)- Voche
- Martine Monni - Voche
- Predu Tolu - Voche e Mesu Voche
- Pietro Cosseddu - Voche
- Gineddu Ruju - "Voche"
- Antonello Bardeglinu - Bassu
- Fedele Sanna - Contra
- Giuseppe Mula - Mesu Voche

## Discografia
- Tenore Santa Lulla de Orune 1983 e 2004, Frorias
- Sa gardellina, 1996 e 2004, Frorias
- Chei su bentu 1998, Frorias
- ...Est notte funda e mi paret die 2011, Gente Nuova – GN 098 C
- Dia cherrere 2011, Gente Nuova – GN 133 C